# أيش ها توراه
أيش ها توراة (بالعبرية:אש התורה = نار التوراة) هي منظمة يهودية أورثودوكسية ويشيفا (مدرسة يهودية دينية حيث يتم تعليم مصادر الهلاخاه (الشريعة اليهودية) وخاصة التلمود) وهي من الجماعات التي تدعم بقوة الحركة الصهيونية ودولة إسرائيل. وتنشط في مجال تنمية الوعي اليهودي الأرثودوكسي والإطلاع على ما يعتبرونه «التراث الإسرائيلي» وتساهم بمنح دراسية إلى إسرائيل للشباب والنشء اليهودي في أمريكا.
قامت الحكومة الإسرائيلية بمنحها ما نسبته 40% من الأراضي المواجهة للجدار الغربي للهيكل المزعوم والمعروف تاريخياً لدى المسلمين بـحائط البراق.
مقر المنظمة الرئيسي في القدس القديمة ولها مراكز في 35 مدينة حول العالم لكل مركز إدارته المستقلة وتمويله المنفصل.

## تاريخ المنظمة
تم تأسيس امنظمة أيش ها توراه عام 1974 في القدرس على يد الحاخام نوح فاينبرغ Noah weinberg بعد عن أن انفصل من يشيفا أور سوماياش التي شارك هو نفسه بتأسيسها قبل ذلك.

## الفلسفة التعليمية
تتبع أيش ها توراه التنظيم الهيكلي الحاخامي وتجمع بين التعليم التلمودي الكلاسيكي وبناء مهارات القيادة. وتركز على تعليم الميتزفا (التعاليم التوراتية) والتاريخ اليهودي من وجهة النظر الأورثودوكسية.

## التمويل
يأتي الدعم المالي (و السياسي واللوجيستي بطبيعة الحال) لمنظمة أيش ها توراه الإسرائيلية من عدة شخصيات ومؤسسات سياسية واقتصادية وتجارية وحتى فنية. وتعد من أكثر المنظمات غير الربحية تلقياً للمساعدات المالية من الشركات الأمريكية.

## برامج المنظمة
تدخل المنظمة في عدة نشاطات بدءاً من صحة المرأة وتوعيتها ومروراً بتثقيف العالم عن دور إسرائيل وأهميته في العالم وتمتد حتى إنتاج الأفلام والبرامج التلفزيونية. ومن أهم مشاريعها برنامج clarion fund  الذي يقوم بنشر ما يسميه «الوعي لمخاطر الإسلام الراديكالي» وقامت بإنتاج واحد من أشد البرامج الوثائقية عنصرية ضد الإسلام بعنوان: «هوس: حرب الإسلام الراديكالي ضد الغرب» هوس. وفي حركة استفزازية قامت المؤسسة المذكورة بتوزيع ملايين النسخ من هذا الفيلم عبر ارفاقها بالصحف اليومية على شكل هدية.

## وصلات خارجية
- Aish.com
- AishLatino.com - Aish en Español
- Western Wall Camera
- Aish Audio Center
- Hasbara Fellowships
- HonestReporting
- Relentless[وصلة مكسورة]
- Partners Conference